# Neta
Neta (in greco Νέτα?; in turco: Taşlıca) è un villaggio nel nord dell'isola mediterranea di Cipro. Esso è appartenente de iure al distretto di Famagosta di Cipro, mentre de facto si trova nel distretto di İskele della Repubblica Turca di Cipro del Nord. Prima del 1974, Neta era quasi esclusivamente abitata da greco-ciprioti.
Nel 2011 il villaggio aveva 80 abitanti.

## Geografia fisica
Neta è situato nella penisola del Karpas, sette chilometri a sud-est di Agios Andronikos Karpasias/Yeşilköy e tre chilometri a sud di Agios Symeon/Avtepe, vicino alla costa meridionale della penisola.

## Origine del nome
Goodwin suggerisce che Neta in greco potrebbe significare "fatti chiaramente dichiarati". Il nome turco del villaggio, che fu ribattezzato dai turco-ciprioti nel 1975, è Taşlıca, che significa "Roccioso".

## Società

### Evoluzione demografica
Quando gli ottomani censirono i capifamiglia maschi allo scopo di registrare le unità fiscali, a Neta furono censiti 19 uomini greci. Nel 1891, quando i britannici (che governavano l'isola dal 1878) condussero il loro primo censimento che includeva tutti i residenti, il numero degli abitanti era 81. Da allora in poi, questi censimenti ebbero luogo ogni dieci anni, e nel 1901 la popolazione era di 111 persone. Nel 1911, la popolazione era di 121 persone, aumentata a 139 nel 1921 e a 150 nel 1931. Nel 1911 e nel 1921, c'era solo un turco cipriota che viveva nel villaggio, e in seguito solo greci ciprioti fino al 1976. Durante la seconda guerra mondiale il censimento fu omesso, ma fu recuperato nel 1946. A quel tempo nel villaggio vivevano 222 greco-ciprioti, nel 1960 erano 224. Nel 1973 erano 205, nell'ottobre 1975 erano 172. Nell'agosto 1976 furono deportati nella parte meridionale dell'isola divisa.
Prima del 1974, Neta era quasi esclusivamente abitata da greco-ciprioti. I suoi nuovi abitanti provengono dalla Turchia, soprattutto dai distretti di Gülnar, Silifke e Mersin, così come dal distretto di Andırın, da quello di Kahramanmaraş e infine dalla provincia di Karaman. Nel 1978 c'erano 74 abitanti, la maggior parte dei quali di origine turca, diventati 95 nel 1996 e 99 nel 2006.